# Ілюк Мирослав
Мирослав Ілюк (народився 9 липня 1942 в місті Хуст) — український журналіст і громадський діяч.

## Життєпис
Народився 9 липня 1942 в місті Хусті на Закарпатській Україні у родині православного священика. 
Середню школу закінчив у Хусті, у 1959 р. поступає на Пряшівський філософський факультет Університету ім. П. Й. Шафарика у Кошицях, де вивчає українську мову і літературу та історію.
Після закінчення університету працює у 1964—1967 референтом відділу видавничої діяльності Культурного союзу українських трудящих (КСУТ). Редагує і видає репертуарні збірники для колективів народної художньої творчості.
В 1967 стає редактором газети «Нове життя».
Співпрацює з літературно-мистецьким та публіцистичним журналом «Дукля», в 1989—1991 працює його головним редактором.
В 1991 знову повертається в редакцію «Нового життя», де стає і редактором і головним редактором.

## Творчість
Автор книжки «На пульсі часу», яка вийшла у Пряшеві.  Вона містить 15 публікацій з різних тем українського життя у Словаччині.

## Громадська діяльність
Член Спілки українських письменників Словаччини.